# Uramphit
Uramphit ist ein sehr selten vorkommendes Mineral aus der Mineralklasse der „Phosphate, Arsenate und Vanadate“ mit der chemischen Zusammensetzung (NH4)2[UO2|PO4]2·6H2O und damit chemisch gesehen ein wasserhaltiges Ammonium-Uranyl-Phosphat.
Uramphit kristallisiert im tetragonalen Kristallsystem und entwickelt quadratische Kristalltäfelchen bis etwa 0,2 mm Größe, findet sich aber auch in Form rosettenförmiger Mineral-Aggregate und krustiger Überzüge. Das Mineral ist durchscheinend und von blassgrüner bis flaschengrüner oder blassgelber Farbe mit einem glasähnlichen Glanz auf den Oberflächen.

## Etymologie und Geschichte
Entdeckt wurde Uramphit 1950 in der Uran-Kohle-Lagerstätte „Tura-Kavak“ bei Minkush im Moldotoo-Gebirge der Region Naryn in Kirgisistan. Die Analyse und Erstbeschreibung erfolgte 1957 durch S. A. Nekrassowa (russisch З. А. Некрасова, wiss. Transliteration Z. A. Nekrasova), die das Mineral nach dessen Zusammensetzung aus Uran, Ammonium und Phosphor benannte.
Ein Aufbewahrungsort für das Typmaterial des Minerals ist bisher nicht dokumentiert.
Da der Uramphit bereits vor der Gründung der International Mineralogical Association (IMA) bekannt und als eigenständige Mineralart anerkannt war, wurde dies von ihrer Commission on New Minerals, Nomenclature and Classification (CNMNC) übernommen und bezeichnet den Uramphit als sogenanntes „grandfathered“ (G) Mineral. Die ebenfalls von der IMA/CNMNC anerkannte Kurzbezeichnung (auch Mineral-Symbol) von Uramphit lautet „Uap“.

## Klassifikation
Bereits in der veralteten 8. Auflage der Mineralsystematik nach Strunz gehörte der Uramphit zur Mineralklasse der „Phosphate, Arsenate und Vanadate“ und dort zur Abteilung der „Wasserhaltige Phosphate, Arsenate und Vanadate mit fremden Anionen“, wo er zusammen mit Autunit, Bassetit, Fritzscheit, Heinrichit, Kahlerit, Kirchheimerit, Natrouranospinit, Nováčekit, Sabugalit, Saléeit, Torbernit, Uranocircit, Uranospathit, Uranospinit und Zeunerit die „Uranit-Reihe“ mit der System-Nr. VII/D.20a innerhalb der „Uranit-Gruppe“ (Uranglimmer, VII/D.20) bildete.
Im zuletzt 2018 überarbeiteten und aktualisierten Lapis-Mineralienverzeichnis nach Stefan Weiß, das sich aus Rücksicht auf private Sammler und institutionelle Sammlungen noch nach dieser alten Form der Systematik von Karl Hugo Strunz richtet, erhielt das Mineral die System- und Mineral-Nr. VII/E.02-160. In der „Lapis-Systematik“ entspricht dies der neu definierten Abteilung „Uranyl-Phosphate/Arsenate und Uranyl-Vanadate mit [UO2]2+–[PO4]/[AsO4]3− und [UO2]2+–[V2O8]6−, mit isotypen Vanadaten (Sincositreihe)“, wo Uramphit zusammen mit Abernathyit, Bassetit, Chernikovit, Lehnerit, Meta-Ankoleit, Meta-Autunit, Metaheinrichit, Metakahlerit, Metakirchheimerit, Metalodèvit, Metanatroautunit, Metanováčekit, Metarauchit, Metasaléeit, Metatorbernit, Metauranocircit, Metauranospinit, Metazeunerit, Natrouranospinit, Ulrichit und Uramarsit die die „Meta-Autunit-Gruppe“ mit der System-Nr. VII/E.02 bildet.
Die von der International Mineralogical Association (IMA) zuletzt 2009 aktualisierte 9. Auflage der Strunz’schen Mineralsystematik ordnet den Uramphit in die Abteilung der „Uranylphosphate und Arsenate“ ein. Diese ist weiter unterteilt nach dem Stoffmengenverhältnis vom Uranoxidkomplex (UO2) zum Phosphat-, Arsenat- bzw. Vanadatkomplex (RO4), so dass das Mineral entsprechend seiner Zusammensetzung in der Unterabteilung „UO2 : RO4 = 1 : 1“ zu finden ist, wo es zusammen mit Abernathyit, Chernikovit, Meta-Ankoleit, Natrouranospinit, Trögerit und Uramarsit die unbenannte Gruppe 8.EB.15 bildet.
Auch die vorwiegend im englischen Sprachraum gebräuchliche Systematik der Minerale nach Dana ordnet den Uramphit in die Klasse der „Phosphate, Arsenate und Vanadate“ und dort in die Abteilung der „Wasserhaltigen Phosphate etc.“ ein. Hier ist er zusammen mit Uramarsit in der unbenannten Gruppe 40.02a.07 innerhalb der Unterabteilung „Wasserhaltige Phosphate etc., mit A2+(B2+)2(XO4) × x(H2O), mit (UO2)2+“ zu finden.

## Kristallstruktur
Uramphit kristallisiert in der tetragonalen Raumgruppe P4/ncc (Raumgruppen-Nr. 130) mit den Gitterparametern a = 7,02 Å und c = 18,08 Å sowie zwei Formeleinheiten pro Elementarzelle.

## Eigenschaften
Das Mineral ist durch seinen Urangehalt von bis zu 54,46 % sehr stark radioaktiv. Unter Berücksichtigung der Mengenanteile der radioaktiven Elemente in der idealisierten Summenformel sowie der Folgezerfälle der natürlichen Zerfallsreihen wird für das Mineral eine spezifische Aktivität von etwa 97,481 kBq/g angegeben (zum Vergleich: natürliches Kalium 0,0312 kBq/g). Der zitierte Wert kann je nach Mineralgehalt und Zusammensetzung der Stufen deutlich abweichen, auch sind selektive An- oder Abreicherungen der radioaktiven Zerfallsprodukte möglich und ändern die Aktivität.
Uramphit ist leicht löslich in kalter, schwacher Salzsäure (HCl) und in schwacher, warmer Salpetersäure (HNO3). Unter UV-Licht zeigt Uramphit eine gelblichgrüne Fluoreszenz, wobei deren Intensität beim Erhitzen des Minerals abnimmt. Wird das Mineral über längere Zeit auf 500 °C erhitzt, verschwindet die Fluoreszenz ganz.

## Bildung und Fundorte
Uramphit bildete sich in der Oxidationszone der Uran-Kohle-Lagerstätte „Tura-Kavak“ und fand sich in den Kohle-Brüchen in einer Tiefe von 20 bis 50 Meter unter der Oberfläche. Mit dem Uramphit vergesellschaftete Minerale wurden nicht genannt, allerdings wurden an der genannten Typlokalität und bisher einzigem bekannten Vorkommen (Stand 2023) auch Gips und Meta-Autunit gefunden.

## Vorsichtsmaßnahmen
Aufgrund der starken ionisierenden Strahlung des Minerals sollten Mineralproben vom Uramphit nur in staub- und strahlungsdichten Behältern, vor allem aber niemals in Wohn-, Schlaf- und Arbeitsräumen aufbewahrt werden. Ebenso sollte eine Aufnahme in den Körper (Inkorporation, Ingestion) auf jeden Fall verhindert und zur Sicherheit direkter Körperkontakt vermieden sowie beim Umgang mit dem Mineral Mundschutz und Handschuhe getragen werden.